# Оболдина, Инга Петровна
И́нга Петро́вна Обо́лдина (урождённая Гуди́мова, после замужества — Стрелко́ва; род. 23 декабря 1968, Кыштым, Челябинская область) — российская актриса театра и кино, театральный режиссёр и сценаристка. Заслуженная артистка Российской Федерации (2011).

## Биография
Инга Оболдина родилась 23 декабря 1968 года в уральском городе Кыштыме Челябинской области, в семье инженеров.
В 1986 году окончила кыштымскую среднюю общеобразовательную школу № 1, после чего поступила в Челябинский государственный институт культуры (ЧГИК) на факультет театральной режиссуры. В процессе учёбы увлеклась актёрским мастерством — игрой на сцене. На четвёртом курсе обучения вышла замуж за однокурсника Гарольда Стрелкова и взяла двойную фамилию — Стрелкова-Оболдина. Окончив вуз с красным дипломом, осталась преподавать в институте на кафедре сценической речи.
Спустя два года, оставив преподавание, вместе с мужем переехала в Москву.
В 1993 году поступила, а в 1997 году окончила режиссёрский факультет по специальности «Актёрское искусство» Российской академии театрального искусства (ГИТИСа) (руководитель курса — Пётр Наумович Фоменко).
С января 1996 года была актрисой созданного режиссёром Гарольдом Стрелковым «СтрелкоVТеатра» в Москве. 6 ноября 1996 года в театре состоялась премьера спектакля «Сахалинская жена» по одноимённой пьесе Елены Греминой, в котором Инга сыграла одну из главных ролей (гилячка Марина).
В 1998 году получила предложение сняться в телесериале «Самозванцы» режиссёра Константина Худякова, с чего и началась её карьера в кино.
Являлась ведущей актрисой ГБУК города Москвы «Московский драматический театр „АпАРТе“».
Снимается в кинофильмах и телесериалах.

## Личная жизнь
Первый муж — Гарольд Владимирович Стрелков (род. 19 марта 1968), режиссёр, театральный деятель, в 1996 году создал «СтрелкоVТеатр» в Москве, с 2014 года по 2016 год являлся художественным руководителем Тульского государственного академического театра драмы имени М. Горького. Инга и Гарольд поженились, учась на четвёртом курсе Челябинского государственного института культуры (ЧГИКа). Через два года после окончания института переехали в Москву. Прожили вместе пятнадцать лет. Детей в браке нет.
21 декабря 2012 года Инга Оболдина впервые стала мамой — родила дочь Клару от петербургского актёра и режиссёра Виталия Викторовича Салтыкова (род. 9 декабря 1970, Ленинград). Примечательно, что, будучи беременной, Инга снималась в телесериале «Мама-детектив» в главной роли следователя Ларисы Левиной, которая по сюжету тоже была беременной.
Живёт в Москве.

## Творчество

### Роли в театре
- 1996 — «Сахалинская жена», по одноимённой пьесе Елены Греминой, реж. Гарольд Стрелков (Московский драматический театр «АпАРТе») — Марина, гилячка[8][9]
- 1997 — «Холодно и горячо, или Идея господина Дома», реж. Елена Невежина
- 1998 — «Жанна д'Арк. Детство», реж. Гарольд Стрелков
- 1999 — «Дали», реж. Юрий Грымов
- 2000 — «Жанна д’Арк. При дворе и на войне», реж. Гарольд Стрелков
- 2000 — «Миллионерша», реж. Владимир Мирзоев
- 2001 — «Ричард III», по одноимённой пьесе Уильяма Шекспира, реж. Гарольд Стрелков
- 2002 — «Начиталась!..», по киносценарию А. Пояркова и Р. Хруща, реж. Гарольд Стрелков
- 2003 — «Фантазии Ивана Петровича», по мотивам произведений А. С. Пушкина, реж. Гарольд Стрелков
- 2003 — «Вишнёвый сад», по одноимённой пьесе А. П. Чехова, реж. Эймунтас Някрошюс (совместный проект московского Фонда К. С. Станиславского и вильнюсского театра «Мено Фортас») — Варя, приёмная дочь помещицы Раневской[10][11]
- 2004 — «Мата Хари» по пьесе «Глаза дня — Мата Хари» Елены Греминой, реж. Гарольд Стрелков
- 2005 — «Всё как у людей», по пьесе Марка Камолетти, реж. Леонид Трушкин
- 2006 — «Сбитый дождём», пьеса Андрея Курейчика, по мотивам рассказа Габриэля Гарсиа Маркеса «Старый сеньор с огромными крыльями», реж. Гарольд Стрелков
- 2010 — «Парикмахерша», реж. Руслан Маликов (Театр «Практика»)
- 2011 — «Морковка для императора», реж. Леонид Трушкин (Театр Антона Чехова)
- 2018 — «Две комнаты», реж. Евгений Кулагин («Гоголь-центр»)

### Фильмография

#### Актёрские работы
1. 1998 — 2002 — Самозванцы — Тамара, жена Константина, дочь олигарха Парамонова
2. 2002 — Небо. Самолёт. Девушка — «Мышка», подруга Лары
3. 2003 — Француз — Тамара, проводница
4. 2003 — Спас под берёзами — Наталья
5. 2003 — Убить вечер — Тамара
6. 2004 — Дети Арбата — Нина Иванова
7. 2004 — На Верхней Масловке — Роза
8. 2004 — Узкий мост — Люся, парикмахер, подруга Наташи
9. 2005 — Ленинградец — Зизи, невеста Степана
10. 2005 — Доктор Живаго — Шурочка Шлезингер
11. 2005 — Дело о «Мёртвых душах» — Марья Антоновна, дочь губернатора
12. 2005 — Продаётся дача — Жанна
13. 2006 — Мне не больно — Аля, архитектор
14. 2006 — Волчица — Лидия Михайловна Сапсай, мать Германа
15. 2006 — Многоточие — Варвара
16. 2006 — Золотой телёнок — Варвара Лоханкина
17. 2006 — Бесы — Мария Тимофеевна Лебядкина («Хромоножка»), тайная жена Николая Всеволодовича
18. 2007 — Сыщик Путилин — Варвара Путилина, жена начальника Санкт-Петербургской сыскной полиции И. Д. Путилина
19. 2007 — Завещание Ленина — Зоя Александровна Вершина из общества «Книголюб»
20. 2007 — Громовы. Дом надежды — Геля
21. 2007 — Ирония судьбы. Продолжение — таксистка
22. 2007 — Суженый-ряженый — Лера, подруга Ольги Кирсановой
23. 2007 — Служба доверия — Светлана Борисовна, психолог, сотрудник Службы доверия
24. 2008 — Родные люди — Софья Григорьевна Мальцева, мать Саши
25. 2008 — Выйти замуж за генерала — Ирина, подруга Татьяны
26. 2008 — Долгожданная любовь — Лариса, работник страховой компании, подруга и коллега Вероники
27. 2008 — Все умрут, а я останусь — Алиса Марченко, мать Жанны
28. 2008 — Голубка — Светка, мать двоих детей
29. 2009 — Деревенская комедия — Лена «Трындычиха», почтальон в селе Пышкино
30. 2009 — В погоне за счастьем — Аня, дочь Ларисы
31. 2009 — Событие — Элеонора Карловна Шнап, акушерка
32. 2009 — Ласковый май — Вероника Сергеевна, учительница
33. 2009 — На море! — Ирина, жена Вадима
34. 2009 — Супруги — Маргарита Сергеевна Огнева, адвокат
35. 2010 — Банщик президента, или Пасечники Вселенной — Светлана Шпагина
36. 2010 — Олимпийская деревня — Марфа
37. 2010 — Школа для толстушек — Ирина Даниловна Бернштейн
38. 2010 — Русская рулетка. Женский вариант — Рина Сергеева
39. 2010 — Зона турбулентности — Ирина
40. 2011 — Мелодия любви — Анна Станиславовна, мама Эммы
41. 2011 — Заяц, жаренный по-берлински — Нина Берёзкина, медсестра
42. 2011 — Ёлки 2 — тётя Катя, подруга мамы Насти
43. 2011 — Супруги 2 — Маргарита Сергеевна Огнева, адвокат
44. 2012 — Дирижёр — Алла, певица хора (сопрано), жена певца Сергея Никодимова (баритон)
45. 2012 — Любопытная Варвара (серия № 3 «Собачья работа») — Роза Сенчина, жена Олега
46. 2013 — Свадьба по обмену — Вика
47. 2013 — Мама-детектив — Лариса Ивановна Левина, следователь ГУВД города Москвы[7]
48. 2013 — Гагарин. Первый в космосе — Адиля Равгатовна Котовская, врач
49. 2013 — 2020 — Балабол — Варвара Семёновна Постышева (в детстве — Орнела Князева), подполковник полициим
50. 2014 — Новая жена — Лика, офтальмолог, подруга Шишигиной
51. 2014 — Перелётные пташки — Вероника Голубцова, парикмахерша-стилист
52. 2014 — Прости меня — Галя
53. 2015 — Взрослые дочери — Наталья, сестра Алексея Колганова
54. 2015 — Теория невероятности — Альвина, колдунья
55. 2016 — Жемчужная свадьба — Светлана Григорьевна Чайкина, экскурсовод
56. 2017 — Призрак опера — Валера, начальник отдела полиции
57. 2017 — Жги! — Алевтина Романова (Ромашка), надзиратель в женской исправительной колонии
58. 2017 — Новогодний переполох — Виктория
59. 2018 — Благими намерениями — Анна Петровна Фёдорова, бизнес-леди, жена Дмитрия Николаевича
60. 2019 — Заступники — Нелли Рябинина, прокурор
61. 2019 — Спасти Ленинград — Галочка, музыкальный педагог
62. 2019 — Скажи правду — Татьяна Старцева, терапевт, подруга Ксении Давыдовой
63. 2019 — Девять жизней — Антонина, мать Маши Трофимовой
64. 2019 — Подкидыш — Лёля
65. 2019 — Триада — тётя Лариса
66. 2020 — Мой милый найдёныш — Полина
67. 2020 — День Святого Валентина — Наталья
68. 2020 — От печали до радости — Надежда, мама Паши
69. 2021 — В плену у прошлого — Алла Владимировна Ивлева
70. 2021 — Триада 2 — Лариса Борисовна
71. 2021 — Балабол 5 — Варвара Семёновна Постышева, полковник полиции
72. 2021 — Готовы на всё — Ума Тагировна, акушер-гинеколог
73. 2022 — Мистер Нокаут — Евгения Петровна, мама Тани
74. 2022 — настоящее время — Нереалити — Татьяна Александровна Кошкина, мать Риты, продавщица ритуальных товаров на рынке
75. 2022 — Балабол 6 — Варвара Семёновна Постышева
76. 2022 — Дикие предки — мама Альфия
77. 2023 — Телохранители — мама Тучи
78. 2023 — Праздники — Люба
79. 2023 — Балабол 7 — Варвара Семёновна Постышева, подполковник полиции
80. 2023 — Чижик-Пыжик возвращается — Татьяна Петровна
81. 2023 — Стой! Не то мама будет гадать — Татьяна Быстрова
82. 2023 — Уголь — Тома Журавлёва
83. 2024 — Ткачёвы на связи — мать Наташи
84. 2025 — Стой! Не то мама будет гадать 2 — Татьяна Быстрова

#### Киножурнал «Ералаш»
1. 2004 — Выпуск № 171 (сюжет «Знакомые черты»)[12] — Вера Митрофановна, учительница русского языка
2. 2016 — Выпуск № 308 (сюжет «Неохота в школу!»)[13] — мама Лены

#### Телеспектакли
1. 2001 — Сахалинская жена — Марина, гилячка

#### Сценарные работы
1. 2017 — Мот Нэ (совместно с Сергеем Ольденбург-Свинцовым)

## Признание заслуг

### Государственные награды и звания
- 2011 — почётное звание «Заслуженный артист Российской Федерации» — за заслуги в области искусства[2].

### Награды субъектов Российской Федерации
- 2017 — Почётный гражданин Кыштымского городского округа (Челябинская область).[1]
- 2024 — Медаль «За заслуги перед Челябинской областью» III степени — за выдающиеся творческие заслуги, значительный личный вклад в развитие культуры и искусства.

### Общественные награды и премии
- 1996 — лауреат фестиваля «Московские дебюты» в номинации «Лучшая женская роль» (спектакль «Сахалинская жена»)[источник не указан 1621 день].
- 2001 — лауреат первого Международного фестиваля «Новая драма» в номинации «Лучшая женская роль» (спектакль «Начиталась!..»).
- 2003 — лауреат премии К. С. Станиславского (театральный сезон 2002—2003) на Международном театральном фестивале «Сезон Станиславского»  в номинации «Лучшая женская роль» — за исполнение роли Вари в спектакле «Вишнёвый сад» режиссёра Эймунтаса Някрошюса (совместный проект московского Фонда К. С. Станиславского и вильнюсского театра «Мено Фортас»)[14].
- 2003 — лауреат премии журнала «Креатив» в номинации «Креативная актриса года» (спектакль «Вишнёвый сад»).
- 2004 — лауреат фестиваля камерных спектаклей «Золотой век» (спектакль «Фантазии Ивана Петровича»).
- 2004 — лауреат молодёжной премии «Триумф».
- 2010 — приз «За вашу улыбку» XI Открытого российского фестиваля кинокомедии «Улыбнись, Россия!» в Москве (21-28 ноября 2010 года) — за роль Светланы Шпагиной в художественном фильме «Банщик президента, или Пасечники Вселенной».
- 2012 — приз III Международного фестиваля туристического кино «Свидание с Россией» в городах Верхотурье и Каменске-Уральском в номинации «Лучший игровой фильм о туризме» — за роль Светки в фильме «Голубка» (2008) режиссёра Сергея Ольденбург-Свинцова.
- 2017 — приз «За лучшую женскую роль» на XXVIII Открытом российском кинофестивале «Кинотавр» в Сочи (с 7 по 14 июня 2017 года) — за исполнение главной роли Валентины Романовой в драматическом художественном фильме «Жги!» режиссёра Кирилла Плетнёва[15][16].